# Pteropus admiralitatum
La volpe volante dell'Ammiragliato (Pteropus admiralitatum Thomas, 1894) è un pipistrello appartenente alla famiglia degli Pteropodidi, endemico di alcune isole di Papua Nuova Guinea e delle Isole Salomone .

## Descrizione

### Dimensioni
Pipistrello di medie dimensioni, con la lunghezza della testa e del corpo tra 170 e 190 mm, la lunghezza dell'avambraccio tra 109,5 e 126 mm, la lunghezza del piede tra 30 e 50 mm, la lunghezza delle orecchie tra 19 e 28 mm, un'apertura alare fino a 0,92 m e un peso fino a 334 g.

### Aspetto
La pelliccia è moderatamente lunga, densa e lanosa, più sparsa sulla schiena ed eretta sulle spalle. Il colore delle parti dorsali varia dal marrone scuro al bruno-nerastro, mentre le parti ventrali sono generalmente marroni scure densamente cosparse di lunghi peli grigiastri. Il collare e la testa sono più chiari, dal crema al color cannella. Il muso è lungo ed affusolato, il naso è marrone e le narici sono brevi e tubulari, gli occhi sono abbastanza grandi con l'iride marrone. Le orecchie sono di dimensioni normali e con l'estremità arrotondata. La tibia è priva di peli, tranne che in P.a. solomonis. Le membrane alari sono attaccate lungo i fianchi e sono marroni. Gli artigli sono marroni. È privo di coda, mentre l'uropatagio è ridotto ad una sottile membrana lungo la parte interna degli arti inferiori. Le tre sottospecie si differenziano nelle dimensioni e nel colore della pelliccia.

## Biologia

### Comportamento
Si rifugia in piccoli gruppi nelle cavità degli alberi sulle grandi isole, mentre forma colonie più estese nelle isole più piccole.

### Alimentazione
Si nutre di frutta.

### Riproduzione
Danno alla luce un piccolo alla volta l'anno. Femmine gravide sono state catturate in gennaio e giugno, altre che allattavano sono state osservate in agosto, mentre giovani esemplari sono stati osservati in novembre e dicembre sulle Isole Salomone.

## Distribuzione e habitat
Questa specie è diffusa in diverse isole di Papua Nuova Guinea e delle Isole Salomone.
Le sottospecie hanno differenti habitat. P.a. admiralitatum vive generalmente in foreste pluviali al disotto dei 200 metri di altitudine. Preferisce piccole isole lungo la costa. Raggiunge la terraferma o le isole più grandi solo per nutrirsi. P.a. solomonis vive in foreste di pianura e montane tra i 400 e 900 metri.

## Tassonomia
In accordo alla suddivisione del genere Pteropus effettuata da Andersen, P. admiralitatum è stato inserito nello  P. hypomelanus species Group, insieme a P. hypomelanus stesso, P. faunulus, P. griseus, P. howensis, P. ornatus, P. dasymallus, P. speciosus, P. brunneus e P. subniger. Tale appartenenza si basa sulle caratteristiche di avere il cranio tipicamente pteropino e sulla presenza di un ripiano basale nei premolari.
Sono state riconosciute 4 sottospecie:
- P.a. admiralitatum: Arcipelago delle Bismarck: Nuova Britannia orientale; Isole dell’Ammiragliato: Manus, Los Negros; Isole Purdy: Bat; Tabar, Dyaul, Luf, Tingwon, Nuguria, Isole Mussau: Emirau, Mussau, Tench, Isole del Duca di York: Ulu. Probabilmente anche sull'isola Nissan;
- P.a. colonus (Andersen, 1908) : Isole Salomone: Choiseul, Fauro, Mono, Shortland. Probabilmente anche su Bougainville;
- P.a. goweri (Tate, 1934): Isole Salomone: Ndai;
- P.a. solomonis (Thomas, 1904): Isole Salomone: Guadalcanal, Ghizo, Kolombangara, Malaita, Ranongga, Nuova Georgia, Isole Russell, Simbo, Uki Ni Masi, Vangunu, Vella Lavella.

Altre specie simpatriche dello stesso genere: P. rayneri, P. capistratus, P. neohibernicus, P. woodfordi, P. mahaganus.

## Conservazione
La IUCN Red List, considerato il vasto areale e la popolazione numerosa, classifica P. admiralitatum come specie con rischio minimo (LC).